# Тшебув (Суленцинський повіт)
Тшебув (пол. Trzebów) — село в Польщі, у гміні Суленцин Суленцинського повіту Любуського воєводства.
Населення — 305 осіб (2011).
У 1975-1998 роках село належало до Гожовського воєводства.

## Демографія
Демографічна структура станом на 31 березня 2011 року:
|          | Загалом | Допрацездатний вік | Працездатний вік | Постпрацездатний вік |
| -------- | ------- | ------------------ | ---------------- | -------------------- |
| Чоловіки | 153     | 36                 | 102              | 15                   |
| Жінки    | 152     | 34                 | 87               | 31                   |
| Разом    | 305     | 70                 | 189              | 46                   |